# The Ghost of Tom Joad

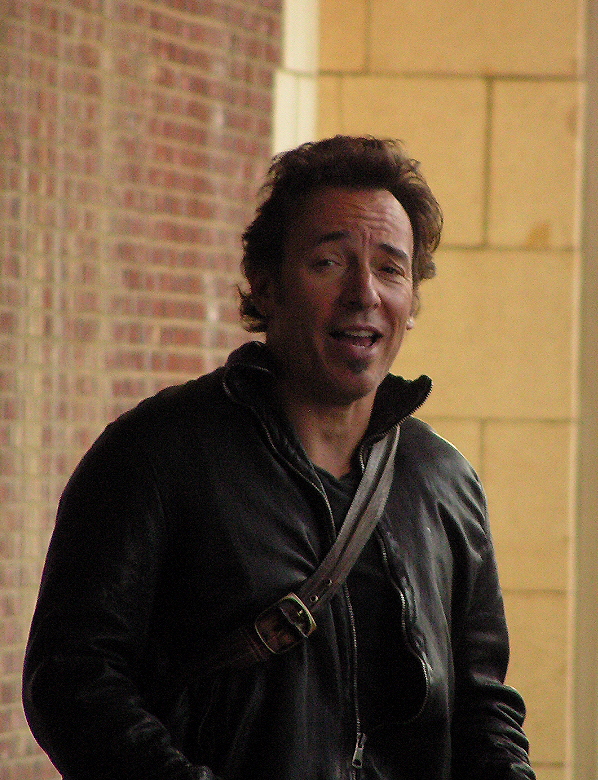
The Ghost of Tom Joad is origineel een akoestisch nummer van Bruce Springsteen uit 1995.

The Ghost of Tom Joad is een single van Bruce Springsteen uit het gelijknamige album van 1995. Rage Against the Machine coverde dit nummer in 1997 als een bonus van de video Rage Against the Machine. Later werd het nummer opnieuw opgenomen en bij het coveralbum Renegades gevoegd. Deze versie verschilt op enige momenten van de versie uit 1997.
Tom Joad is een personage uit het boek De druiven der gramschap van John Steinbeck. Tom Joad is de hoofdpersoon van het boek. Springsteen kwam op dit thema na het kijken van John Ford's verfilming van het boek. Een herkenbaar stuk uit het boek, de I'll be there-speech, is ook opgenomen in de tekst van het nummer. Tom Joad was ook de reden dat de leden van Rage Against the Machine voor dit nummer kozen: Joad stond voor de eenheid van de gemeenschap die overeind zal blijven in tijden van onrecht.
Van Renegades was The Ghost of Tom Joad de enige single die geproduceerd werd door Brendan O'Brien. De overige nummers werden geproduceerd door Rick Rubin. De voorkant van de single is gemaakt door Eric Drooker, een Amerikaanse illustrator. De tekening heet Police Riot.

## Tracklist
1. "The Ghost of Tom Joad"
2. "Vietnow (Live in Detroit, 23 augustus 1997)"
3. "The Ghost of Tom Joad (live)"

## Medewerkers
- Rage Against the Machine - Co-producers
- Zack de la Rocha - Zang
- Tom Morello - Gitaar
- Tim Commerford - Basgitaar
- Brad Wilk - Drums
- Nick Didia - Engineer
- Ryan Williams - Assistent-engineer
- Brendan O'Brien - Producer[3]